# Konstantínos Mitsotákis
Pour les articles homonymes, voir Mitsotákis.
Konstantínos Mitsotákis (en grec : Κωνσταντίνος Μητσοτάκης, /konstaˈdinos mit͡soˈtacis/), né le 18 octobre 1918 à La Canée en Crète et mort le 29 mai 2017 à Athènes, est un homme d'État grec.
Il est Premier ministre entre le 11 avril 1990 et le 13 octobre 1993. Il est le père de l'actuel Premier ministre grec Kyriákos Mitsotákis, qui est en poste depuis 2019.

## Biographie

### Famille
Son père et ses grands-pères étaient des parlementaires, et le grand chef libéral Elefthérios Venizélos était son grand-oncle.

### Jeunesse et premiers engagements
Dans sa jeunesse, il a participé à la résistance crétoise contre l’occupation allemande. Il a reçu un diplôme de droit et des sciences économiques de l’Université nationale capodistrienne d’Athènes et a été élu au Parlement grec en 1946.
En 1965, alors membre et nouvel élu de l'Union du centre (EK) de Geórgios Papandréou, il fait sécession, entraînant avec lui nombre d'autres nouveaux élus. Cette scission entraîne la chute du gouvernement Papandréou, pourtant largement majoritaire après les élections anticipées de 1964. L'instabilité politique qui en suit facilitera le coup d'État militaire de 1967.

### Membre de la Nouvelle démocratie et du gouvernement
Après la fin du régime militaire en 1974, il tente sans succès de se faire élire comme indépendant au Parlement hellénique. Aux élections anticipées de 1977, il fait partie des deux seuls parlementaires élus du Parti des nouveaux libéraux (KTN). Finalement, en 1978, il décide de rejoindre le grand parti du centre droit, la Nouvelle démocratie (ND) de Konstantínos Karamanlís.

### Accession au gouvernement
Le 10 mai 1978, le Premier ministre Karamanlís le nomme ministre de la Coordination économique, en remplacement de Geórgios Rállis, parti diriger la diplomatie. Exactement trois ans plus tard, pour faire suite à l'élection de Karamanlís à la tête de l'État, Rállis prend la direction du gouvernement. Il choisit alors Mitsotákis comme nouveau ministre des Affaires étrangères.
Il conserve ce poste jusqu'au 21 octobre 1981, lorsque le socialiste Andréas Papandréou s'installe au pouvoir après avoir largement remporté les élections législatives. Réélu député, Konstantínos Mitsotákis retrouve les bancs de l'opposition.

### Chef de l'opposition
En 1984, il se fait élire président de la Nouvelle démocratie (ND) en remplacement de l'ancien ministre de la Défense Evángelos Avéroff. À ce titre, il mène le parti aux élections du 2 juin 1985. Son résultat de 40,8 % des voix et 126 députés sur 300 constitue une bonne progression, qui n'empêche pas le Mouvement socialiste panhellénique (PASOK) de conserver le pouvoir.
À nouveau chef de file lors du scrutin du 18 juin 1989, il classe sa formation en première position avec 44,3 % des parlementaires et 145 parlementaires, soit six de moins que la majorité absolue. En conséquence, un gouvernement de coalition doit être formé. La ND s'accorde avec le parti de gauche post-communiste Synaspismós (SYN), qui refuse de voir Mitsotákis à la tête de l'exécutif. Il laisse donc le pouvoir à Tzannís Tzannetákis.
L'échec de cette majorité hétéroclite amène au déclenchement de nouvelles élections le 5 novembre 1989. Ce scrutin voit la ND de nouveau en tête avec 46,2 % des suffrages et 148 élus. L'ancien président de la Banque de Grèce Xenophón Zolótas accepte, à 85 ans, de former un gouvernement intérimaire, le temps de convoquer une troisième élection parlementaire en moins d'un an.

### Premier ministre de Grèce
Ce nouveau scrutin se tient le 8 avril 1990. La Nouvelle démocratie continue sa progression avec 46,9 % des voix et 150 députés. S'assurant du soutien d'un parlementaire de centre droit, Konstantínos Mitsotákis constitue une très étroite majorité et devient, trois jours plus tard, Premier ministre de Grèce.
Le gouvernement de Mitsotakis a pratiqué une politique de réduction des dépenses du gouvernement, de réduction de la fonction publique et de privatisation des entreprises publiques.
En politique étrangère, Mitsotákis a fait rouvrir les bases militaires des États-Unis en Grèce. En juin 1990, Mitsotákis a été le premier chef de gouvernement grec à visiter les États-Unis depuis 26 ans. Il a promis de renouer avec les obligations de la Grèce envers l’OTAN, d’empêcher l’utilisation de la Grèce comme base pour le terrorisme, et d’arrêter les attaques rhétoriques sur les États-Unis fréquentes de la part du gouvernement précédant de Papandreou.
Mitsotakis a également soutenu un nouveau dialogue avec la Turquie, mais a fait du progrès sur Chypre un préalable à l’amélioration sur d’autres questions.

### Défaite et retrait de la politique
Il quitte le pouvoir après sa défaite aux élections législatives d'octobre 1993.
En mars 2004, Mitsotákis ne se représente pas aux élections législatives et quitte le Parlement, 56 ans après sa première élection. Son fils, Kyriákos Mitsotákis, est un parlementaire et le dirigeant de la ND. Il est depuis le 8 juillet 2019, à son tour, Premier ministre de la Grèce. Sa fille, Dóra Bakoyánni, a été maire d'Athènes et ministre des Affaires étrangères. Son petit-fils, Kóstas Bakoyánnis, est à son tour maire d’Athènes de 2019 à 2023.

### Mort
Il meurt le 29 mai 2017 à Athènes à l'âge de 98 ans,.

### Passions
En dehors de la politique, l’intérêt principal de Mitsotakis réside dans les antiquités crétoises. Il a développé une grande collection d’objets minoens et d’autres antiquités crétoises, dont il a fait don à l’État grec.